# John Saxon
John Saxon (Nova Iorque, 5 de agosto de 1936 - Murfreesboro, 25 de julho de 2020) foi um ator americano e artista marcial que trabalhou em mais de 200 projetos durante um período de 60 anos. Ficou conhecido por seu trabalho em westerns e filmes de terror, bem como por seu papel como Roper no filme de 1973 Enter the Dragon, no qual ele estrelou junto com Bruce Lee e Jim Kelly. Conhecido por ter interpretado o tenente Donald Thompson no filme de terror slasher de 1984 A Nightmare on Elm Street.

## Início da vida
Saxon, um ítalo-americano, nascido Carmine Orrico no Brooklyn, Nova Iorque, filho de Anna (n. Protettore) e Antonio Orrico, um trabalhador do porto. Ele frequentou New Utrecht High School, se formando em 1953. Ele então estudou atuando com a famosa atriz Stella Adler. Ele começou a fazer filmes em meados da década de 1950, desempenhando papéis adolescentes. De acordo com a biografia de Robert Hofler em 2005, The Man Who Invented Rock Hudson: The Pretty Boys and Dirty Deals of Henry Willson, o agente Willson viu a imagem de Saxon na capa de uma revista de detetives e imediatamente contatou a família do menino no Brooklyn. Com a permissão dos pais, o Orrico de 17 anos assinou com Willson e foi renomeado como John Saxon. Ele assinou com Universal Studios, em abril de 1954, por 150 dólares por semana. John Saxon é proficiente em Judô e Shotokan.

## Carreira

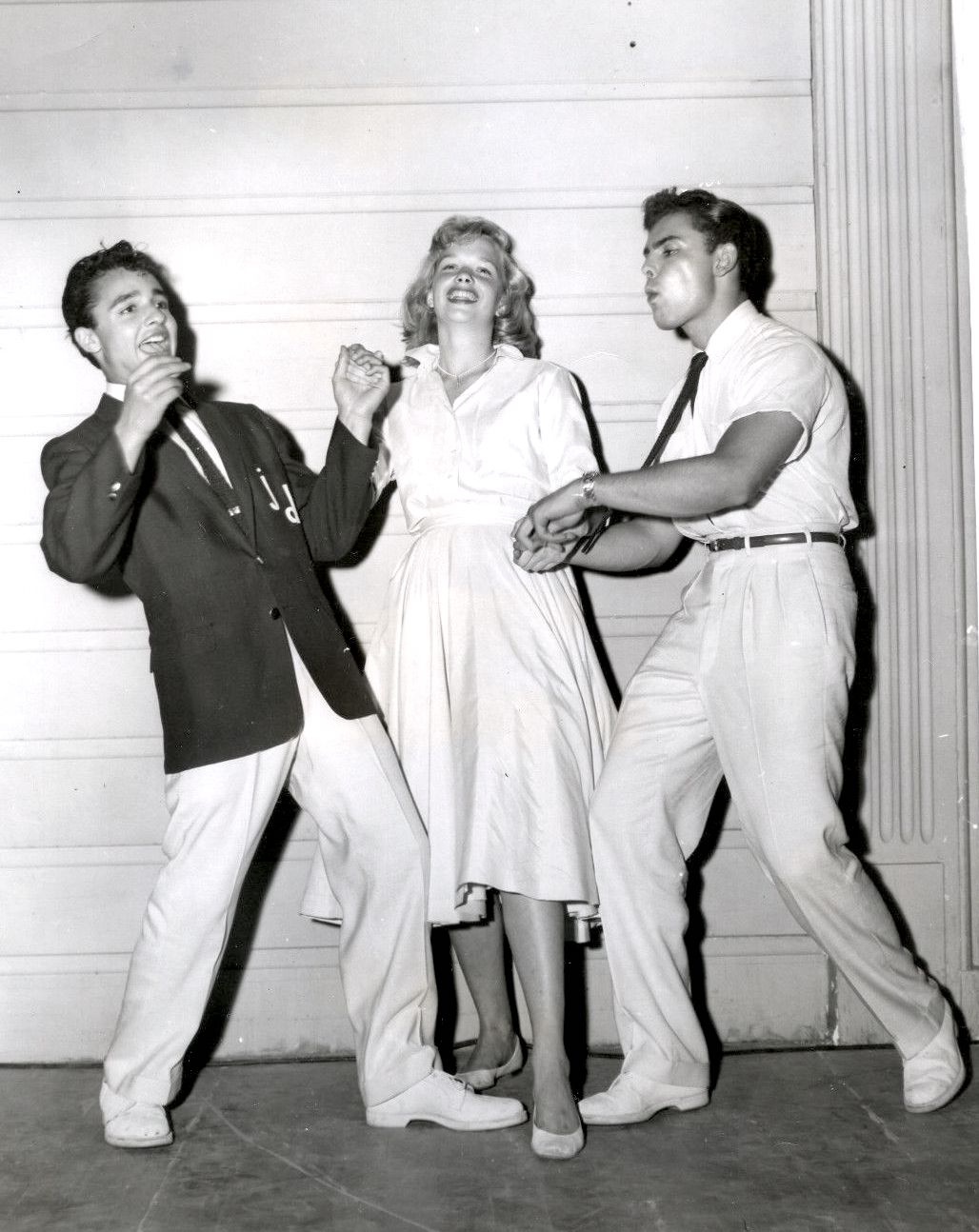
Saxon (à direita) com Sal Mineo e Sue George, uma foto publicitária de Rock, Pretty Baby (1956).

Saxon passou 18 meses na Universal antes de atuar pela primeira vez em um filme. Seu primeiro papel significativo foi um delinquente juvenil em Running Wild (1955), co-estrelado por Mamie Van Doren. Ele impressionou com um papel no The Unguarded Moment (1956), atuando como um jovem que aparentemente persegue Esther Williams. Em fevereiro de 1956, Universal aumentou sua procura em Saxon e ele passou a receber 225 dólares por semana.
Ele teve a liderança em um filme adolescente de baixo orçamento, Rock, Pretty Baby (1956), que se tornou um sucesso inesperado e Saxon era um ídolo adolescente. Saxon retomou seu papel em uma sequência, Summer Love (1957). No auge ele estava recebendo 3.000 cartas de fãs por semana.
Saxon apareceu em muitos filmes italianos, principalmente em gêneros Spaghetti western e Poliziotteschi. Os títulos desses gêneros incluem One Dollar Too Many (1968) e Napoli violenta (1976). Ele também foi a segunda encarnação de Dylan Hunt dos shows de Gene Roddenberry chamado Planet Earth e Strange New World.
Nos últimos anos, ele esteve em uma série de filmes independentes e apareceu em várias séries de televisão, incluindo CSI: Crime Scene Investigation e a série Masters of Horror.

## Morte
Morreu no dia 25 de julho de 2020 em Murfreesboro, aos 83 anos, de pneumonia.